# Папа Пије VIII
Папа Пије VIII (лат. Pius Octavus; 20. новембар 1761 —  30. новембар 1830) је био 253. папа од 31. марта 1829. до 30. новембра 1830.